# アップルどりいむ
『アップルどりいむ』は、あさぎり夕による日本の漫画作品。
『なかよし』（講談社）にて1984年1月号から1985年1月号まで連載された。

## 書誌情報
- アップルどりいむ 1 ISBN 4-06-108473-9 初版発行日1984.7.6
- アップルどりいむ 2 ISBN 4-06-108485-2 初版発行日1984.12.6
- アップルどりいむ 3 ISBN 4-06-108496-8 初版発行日1985.4.6